# Andora na Letnich Igrzyskach Olimpijskich 1996
Andorę na Letnich Igrzyskach Olimpijskich 1996 reprezentowało ośmioro zawodników.

## Reprezentanci

### Judo
mężczyźni
- do 65 kg : Antoni Molné

### Lekkoatletyka
mężczyźni
- maraton : Toni Bernadó

### Pływanie
mężczyźni
- 200 m stylem motylkowym : Aitor Osorio

kobiety
- 200 m stylem zmiennym : Meritxell Sabate

### Strzelectwo
mężczyźni
- trap : Gerard Barcia

### Żeglarstwo
mężczyźni
- 470 : David Ramón, Oscar Ramón

kobiety
- mistral : Fiona Morrison